# Бел Глејд (Флорида)
Бел Глејд (енгл. Belle Glade) град је у америчкој савезној држави Флорида. По попису становништва из 2010. у њему је живело 17.467 становника.

## Демографија
Према попису становништва из 2010. у граду је живело 17.467 становника, што је 2.561 (17,2%) становника више него 2000. године.
| Група             | 2000.         | 2010.         |
| Белци             | 2.058 (13,8%) | 1.540 (8,8%)  |
| Афроамериканци    | 7.555 (50,7%) | 9.831 (56,3%) |
| Азијати           | 28 (0,2%)     | 82 (0,5%)     |
| Хиспаноамериканци | 4.110 (27,6%) | 5.979 (34,2%) |
| Укупно            | 14.906        | 17.467        |